# Омаров, Артур
Артур Омаров (чеш. Artur Omarov; 13 августа 1988; с. Танты, Акушинский район, Дагестанская АССР, РСФСР, СССР) — чешский борец греко-римского стиля, призёр чемпионат мира 2023 года и чемпионата Европы 2023 года, участник чемпионатов мира и Европы. Участник Олимпийских игр.

## Биография
Родился в селе Танты, Акушинского района, Дагестанской АССР. По национальности — даргинец. После распада СССР в 1991 году он приехал в Чешскую Республику со своей матерью. Он вырос в Хомутове, где начал заниматься борьбой в клубе АСК Валзап Хомутов (ныне — чешская борьба Хомутова). Он представляет Чешскую Республику с 2009 года, когда он получил чешское гражданство. Он готовится в Праге в клубе «ПСК Олимп» под руководством Вацлава Шайнера старшего. До 2016 года выступал в весе 84 (85) кг (средний вес). В 2012 году он не прошёл два мировых отборочных турнира и один европейский к лондонской Олимпиаде.
В 2016 году на Европейской олимпийской квалификации в сербском городе Зренянин пробился в полуфинал, одержал на предварительной стадии две победы. В полуфинальной схватке с болгарином Николаем Байряковым он проигрывал два очка после перерыва. На четвёртой минуте он получил преимущество за пассивность оппонента, которую он использовал в партере, чтобы получить два очка. Однако он не удерживал соперника в позиции и после грубой ошибки проиграл на лопатках. Он также потерпел неудачу на двух мировых отборочных турнирах и получил право на Олимпиаду в Рио-де-Жанейро. В июне за месяц до начала Олимпийских игр, Объединённый мир борьбы вернул четыре неиспользованных квоты трёхсторонней комиссией	для участия на играх, одну из которых он присудил в качестве приглашенного борца досталась чешской федерации борьбы. Однако матчевая ассоциация в сотрудничестве с Олимпийским комитетом Чехии выдвинула кандидатуру Адели Ганзличковой. Начиная с 2017 года, он выступает в тяжелой весовой категории до 97 (98) кг. Должен был принять участие на Олимпиаде 2024 года в Париже, однако, получил травму ахиллова сухожилия на тренировке и перенёс операцию перед запланированным отъездом, пропустив главный старт четырёхлетия.

## Спортивные результаты на главных международных соревнованиях
- Чемпионат Европы по борьбе 2010 — 23
- Чемпионат мира по борьбе 2010 — 21
- Чемпионат Европы по борьбе 2011 — 7
- Чемпионат мира по борьбе 2011 — 12
- Чемпионат Европы по борьбе 2012 — 11
- Чемпионат Европы по борьбе 2013 — 23
- Чемпионат мира по борьбе 2013 — 20
- Чемпионат Европы по борьбе 2014 — 8
- Чемпионат мира по борьбе 2014 — 19
- Европейские игры 2015 — 18
- Чемпионат мира по борьбе 2015 — 20
- Чемпионат Европы по борьбе 2016 — 18
- Чемпионат Европы по борьбе 2017 — 8
- Чемпионат мира по борьбе 2017 — 23
- Чемпионат Европы по борьбе 2018 — 18
- Чемпионат Европы по борьбе 2019 — 18
- Чемпионат мира по борьбе 2019 — 8